# Floreffe
Floreffe is een plaats en gemeente in de provincie Namen in België. De gemeente telt ruim 8.000 inwoners en ligt op een hoogte van 160 meter.
Voorts ligt Floreffe een vijftal kilometer buiten de agglomeratie van de hoofdstad van Wallonië, Namen, aan een bocht van de rivier de Samber. De bevolking is overwegend werkzaam in de plaatselijke grote confiturenfabriek van Materne Confilux (jam, marmelade, vruchten op sap), in de dienstverlenende sector en in enkele werkplaatsen van de Waalse hoofdstad.

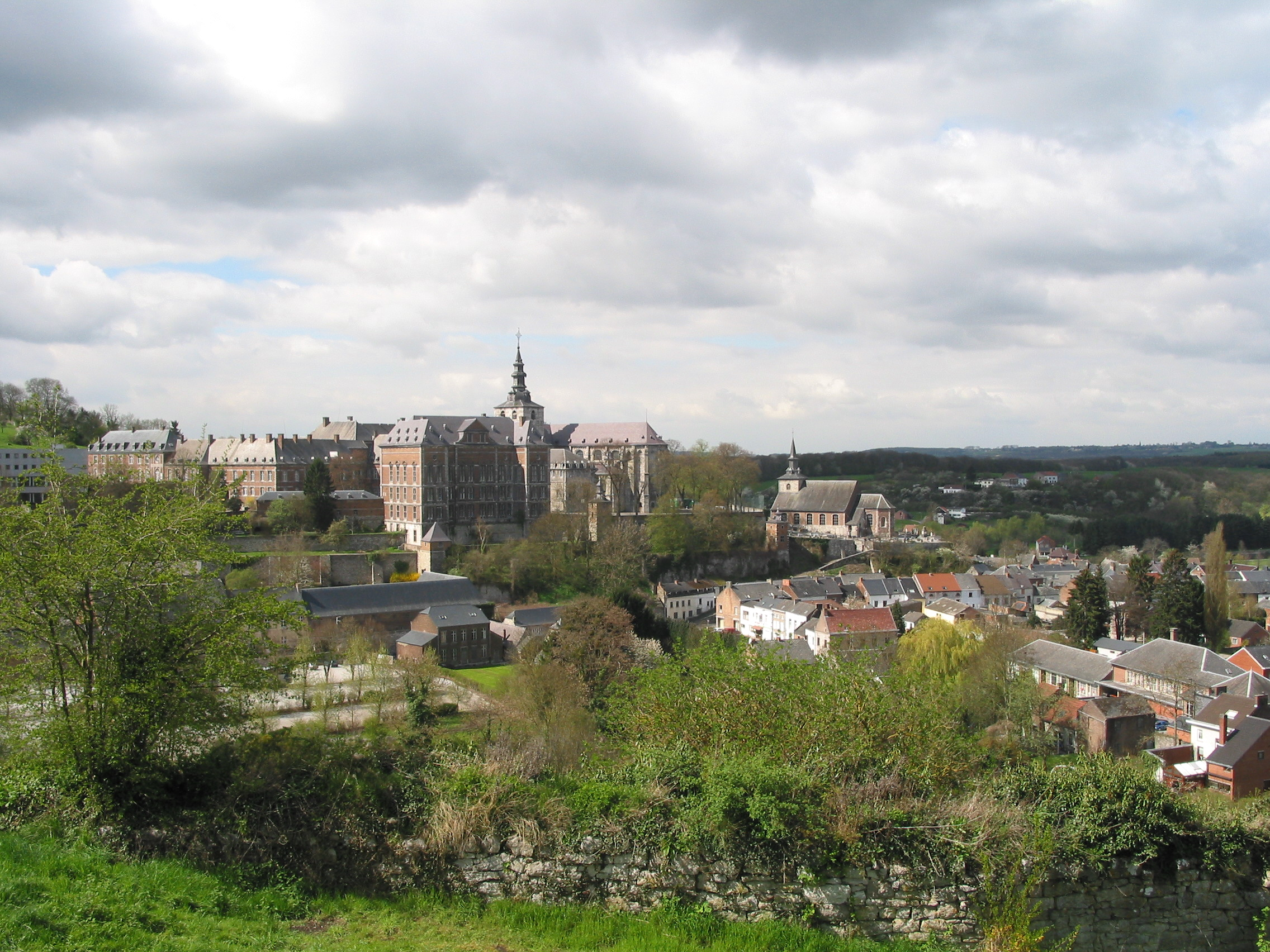
Dorpscentrum en abdij.

## Kernen
De gemeente bestaat naast Floreffe zelf nog uit de deelgemeenten Floriffoux, Franière, Soye. In Floreffe-centrum liggen nog de dorpjes Buzet en Sovimont.

### Deelgemeenten
| # | Naam       | Opp. (km²) | Inwoners (2020) | Inwoners per km² | NIS-code |
| - | ---------- | ---------- | --------------- | ---------------- | -------- |
| 1 | Floreffe   | 17,52      | 3.869           | 221              | 92045A   |
| 2 | Franière   | 7,45       | 1.910           | 256              | 92045B   |
| 3 | Soye       | 7,67       | 1.129           | 147              | 92045C   |
| 4 | Floriffoux | 6,47       | 1.239           | 191              | 92045D   |

## Demografische ontwikkeling

### Demografische evolutie voor de fusie
- Bronnen:NIS, Opm:1831 tot en met 1970=volkstellingen, 1976= inwonersaantal op 31 december

### Demografische evolutie van de fusiegemeente
Alle historische gegevens hebben betrekking op de huidige gemeente, inclusief deelgemeenten, zoals ontstaan na de fusie van 1 januari 1977.
- Bronnen:NIS, Opm:1831 tot en met 1981=volkstellingen; 1990 en later= inwonertal op 1 januari

| Inwoners van jaar tot jaar op 1 januari 1992 tot heden | Inwoners van jaar tot jaar op 1 januari 1992 tot heden | Inwoners van jaar tot jaar op 1 januari 1992 tot heden |
| jaar                                                   | Aantal                                                 | Evolutie: 1992=index 100                               |
| ------------------------------------------------------ | ------------------------------------------------------ | ------------------------------------------------------ |
| 1992                                                   | 6.655                                                  | 100,0                                                  |
| 1993                                                   | 6.750                                                  | 101,4                                                  |
| 1994                                                   | 6.807                                                  | 102,3                                                  |
| 1995                                                   | 6.815                                                  | 102,4                                                  |
| 1996                                                   | 6.904                                                  | 103,7                                                  |
| 1997                                                   | 6.944                                                  | 104,3                                                  |
| 1998                                                   | 6.990                                                  | 105,0                                                  |
| 1999                                                   | 7.046                                                  | 105,9                                                  |
| 2000                                                   | 7.092                                                  | 106,6                                                  |
| 2001                                                   | 7.125                                                  | 107,1                                                  |
| 2002                                                   | 7.187                                                  | 108,0                                                  |
| 2003                                                   | 7.285                                                  | 109,5                                                  |
| 2004                                                   | 7.338                                                  | 110,3                                                  |
| 2005                                                   | 7.337                                                  | 110,2                                                  |
| 2006                                                   | 7.405                                                  | 111,3                                                  |
| 2007                                                   | 7.506                                                  | 112,8                                                  |
| 2008                                                   | 7.565                                                  | 113,7                                                  |
| 2009                                                   | 7.589                                                  | 114,0                                                  |
| 2010                                                   | 7.736                                                  | 116,2                                                  |
| 2011                                                   | 7.810                                                  | 117,4                                                  |
| 2012                                                   | 7.883                                                  | 118,5                                                  |
| 2013                                                   | 7.859                                                  | 118,1                                                  |
| 2014                                                   | 7.887                                                  | 118,5                                                  |
| 2015                                                   | 7.978                                                  | 119,9                                                  |
| 2016                                                   | 7.957                                                  | 119,6                                                  |
| 2017                                                   | 8.051                                                  | 121,0                                                  |
| 2018                                                   | 8.114                                                  | 121,9                                                  |
| 2019                                                   | 8.144                                                  | 122,4                                                  |
| 2020                                                   | 8.148                                                  | 122,4                                                  |
| 2021                                                   | 8.161                                                  | 122,6                                                  |
| 2022                                                   | 8.077                                                  | 121,4                                                  |
| 2023                                                   | 8.115                                                  | 121,9                                                  |
| 2024                                                   | 8.082                                                  | 121,4                                                  |
| 2025                                                   | 8.083                                                  | 121,5                                                  |

## Bezienswaardigheden
- De Abdij van Floreffe werd gesticht in 1121 en overheerst ook nu nog, hoog gelegen, het dorp. Vanuit deze abdij werd in 1138 de priorij te Postel gesticht die in 1613 een, ten opzichte van Floreffe, zelfstandige abdij werd. Het grote complex rond een Frans ingerichte binnenhof (stijl Lodewijk XIV), werd tot aan de Franse Revolutie bewoond door paters van de Orde der Premonstratenzers. Zij geeft sinds 1819 onderdak aan een belangrijk diocesaan college. Aan de grote middelbare school is een internaat verbonden dat is ondergebracht in een moderne nieuwbouw aan de zuidkant van het complex. Bij de watermolen-brouwerij aan de voet van het complex is een herberg die met lokale producten als het Bière de Floreffe, kaas, gerookte worst en abdijbrood, een trekpleister voor toeristen is. Binnen de abdijmuren vinden verschillende festivals plaats, zoals het festival van de accordeon in de maand oktober.
- De Église Notre-Dame du Rosaire, een kerkgebouw op de heuvel met een kerkhof.
- Boven op de heuvel waartegen de abdij is gebouwd ligt de Ferme de Robersart, een grote boerderij rond een binnenhof. Boerderij en omgeving staan op de lijst van beschermde monumenten.
- Floreffe trekt ook veel toeristen vanwege zijn grotten van Floreffe en zijn vele mogelijkheden om te genieten van de natuur op het domein "château des grottes"

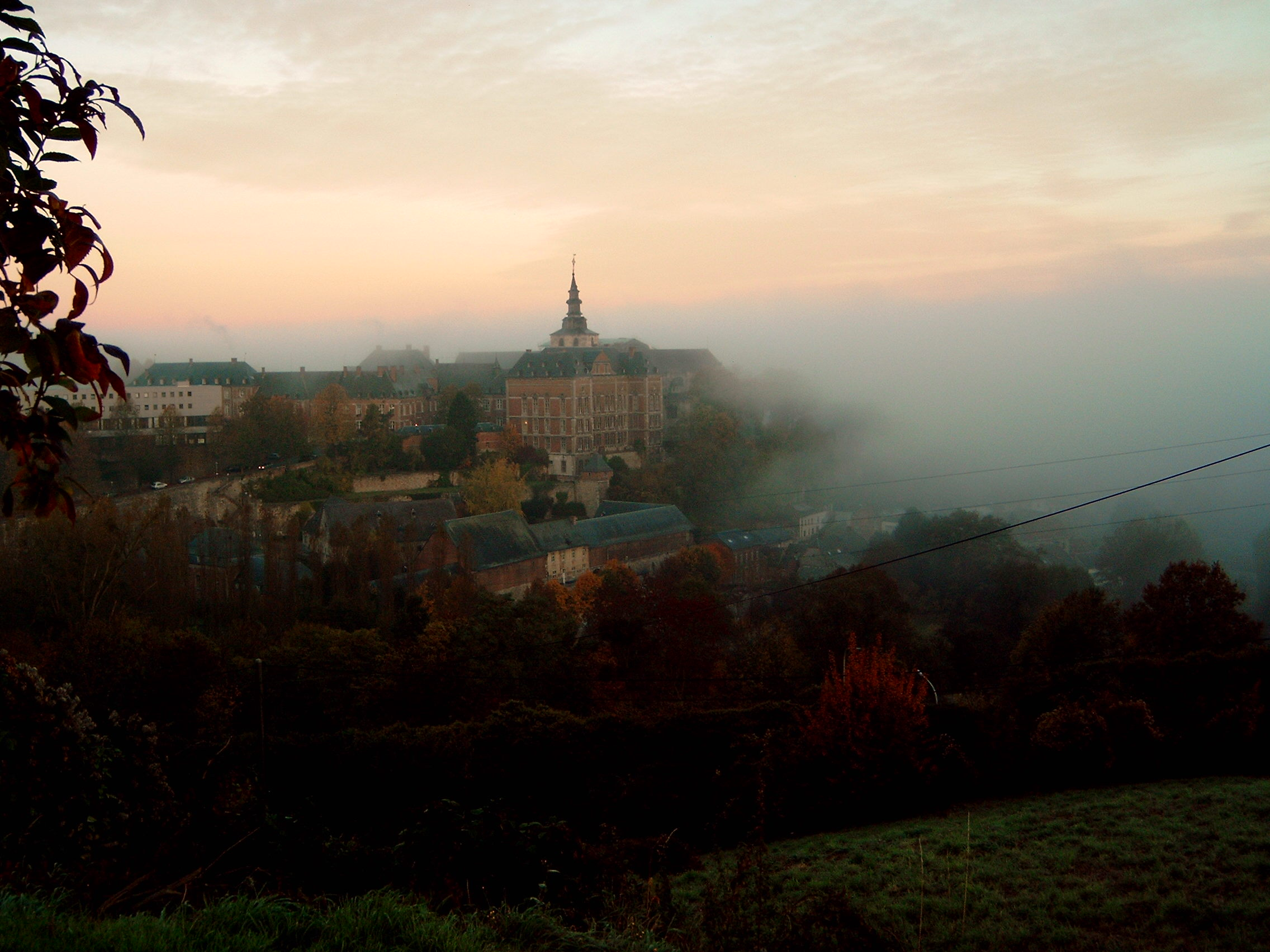
De Abdij van Floreffe in de najaarsmist

## Politiek

### Resultaten gemeenteraadsverkiezingen sinds 1976
| Partij                             | 10-10-1976 | 10-10-1976 | 10-10-1982 | 10-10-1982 | 9-10-1988 | 9-10-1988 | 9-10-1994 | 9-10-1994 | 8-10-2000 | 8-10-2000 | 8-10-2006 | 8-10-2006 | 14-10-2012 | 14-10-2012 | 14-10-2018 | 14-10-2018 | 13-10-2024 | 13-10-2024 |
| Stemmen / Zetels                   | %          | 17         | %          | 17         | %         | 17        | %         | 17        | %         | 19        | %         | 19        | %          | 19         | %          | 19         | %          | 19         |
| ---------------------------------- | ---------- | ---------- | ---------- | ---------- | --------- | --------- | --------- | --------- | --------- | --------- | --------- | --------- | ---------- | ---------- | ---------- | ---------- | ---------- | ---------- |
| PS1 / POUR2                        | 25,681     | 5          | 32,561     | 6          | 15,11     | 2         | 8,511     | 1         | 13,841    | 2         | 9,021     | 1         | 15,352     | 2          | 10,421     | 1          | 16,491     | 2          |
| ECOLO1/ Ecolo+2                    | -          |            | 6,841      | 0          | 7,231     | 0         | 7,441     | 0         | 15,071    | 2         | 18,921    | 4         | 24,421     | 4          | 27,091     | 5          | 25,632     | 5          |
| RW                                 | 3,14       | 0          | -          |            | -         |           | -         |           | -         |           | -         |           | -          |            | -          |            | -          |            |
| IC1 / RPFA                         | 38,921     | 8          | 31,731     | 6          | 36,191    | 7         | 41,031    | 9         | 28,891    | 6         | 12,661    | 2         | 60,23A     | 13         | 42,16A     | 9          | 57,88A     | 12         |
| CN1 / AGIR2 / LM3 / CLARTE4 / RPFA | 21,21      | 3          | 27,452     | 5          | 32,712    | 7         | 35,813    | 7         | 42,214    | 9         | 35,024    | 9         | 60,23A     | 13         | 42,16A     | 9          |            | 12         |
| DEFI1 / RPFA / DéFI2               | -          |            | -          |            | -         |           | -         |           | -         |           | 16,161    | 3         | 60,23A     | 13         | 20,342     | 4          | -          |            |
| EDNF                               | 11,06      | 1          | -          |            | -         |           | -         |           | -         |           | -         |           | -          |            | -          |            | -          |            |
| PCB                                | -          |            | 1,42       | 0          | -         |           | -         |           | -         |           | -         |           | -          |            | -          |            | -          |            |
| UDS                                | -          |            | -          |            | 8,78      | 1         | -         |           | -         |           | -         |           | -          |            | -          |            | -          |            |
| EPC                                | -          |            | -          |            | -         |           | 7,19      | 0         | -         |           | -         |           | -          |            | -          |            | -          |            |
| CIF                                | -          |            | -          |            | -         |           | -         |           | -         |           | 2,55      | 0         | -          |            | -          |            | -          |            |
| Solidarité                         | -          |            | -          |            | -         |           | -         |           | -         |           | 5,66      | 0         | -          |            | -          |            | -          |            |
| Totaal stemmen                     | 3966       | 3966       | 4179       | 4179       | 4390      | 4390      | 4632      | 4632      | 4923      | 4923      | 5231      | 5231      | 5345       | 5345       | 5636       | 5636       | 5433       | 5433       |
| Opkomst %                          |            |            |            |            | 94,63     | 94,63     | 94,09     | 94,09     | 92,85     | 92,85     | 93,31     | 93,31     | 90,39      | 90,39      | 91,78      | 91,78      | 87,35      | 87,35      |
| Blanco en ongeldig %               | 3,78       | 3,78       | 5,58       | 5,58       | 4,51      | 4,51      | 4,88      | 4,88      | 5,91      | 5,91      | 5,51      | 5,51      | 6,53       | 6,53       | 6,14       | 6,14       | 7,49       | 7,49       |

## Sport
In 1935 werden in Floreffe de wereldkampioenschappen wielrennen georganiseerd. De Belg Jean Aerts won er de wegwedstrijd voor beroepsrenners.

## Trivia
- De gemeente heeft een vriendschapsband met de Italiaanse gemeente Prata di Pordenone.

## Aangrenzende gemeenten
| Aangrenzende gemeenten | Aangrenzende gemeenten | Aangrenzende gemeenten | Aangrenzende gemeenten | Aangrenzende gemeenten |
| ---------------------- | ---------------------- | ---------------------- | ---------------------- | ---------------------- |
| Jemeppe-sur-Sambre     |                        |                        |                        |                        |
|                        |                        |                        |                        |                        |
|                        | Namen                  |                        |                        |                        |
|                        |                        |                        |                        |                        |
| Fosses-la-Ville        |                        |                        |                        | Profondeville          |